# كارل ستيوارت (لاعب هوكي الجليد)
كارل ستيوارت هو لاعب هوكي الجليد كندي، ولد في 30 يونيو 1983 في أورورا في كندا.

## وصلات خارجية
- كارل ستيوارت على موقع دوري الهوكي الوطني (الإنجليزية)
- كارل ستيوارت على موقع EliteProspects.com (الإنجليزية)
- كارل ستيوارت على موقع HockeyDB.com (الإنجليزية)
- كارل ستيوارت على موقع Hockey-Reference.com (الإنجليزية)